# Egnazio
Giovanni Battista Cipelli, meglio noto con il nome accademico di Egnazio (Venezia, 1478 – Venezia, 27 giugno 1553), è stato un filologo italiano.

## Biografia
Di umili origini, si indirizzò verso lo stato ecclesiastico sin dalla giovinezza e fu ordinato sacerdote prima del 1502.
Qualcuno lo ha creduto allievo di Agnolo Poliziano e di Marco Musuro, ma è una notizia infondata. Studiò invece nella città natale, lettere sotto la guida di Benedetto Brugnoli e filosofia con Vincenzo Bragadin.
Spronato dai suoi maestri e, probabilmente, anche dalla povertà, ad appena diciott'anni allestì nella sua casa una scuola privata che ebbe subito grande successo. Durante le sue lezioni non si limitava a leggere i testi già stampati dei principali autori latini, ma si occupava anche della loro collazione confrontandoli con i codici antichi. 
Questa attività suscitò la gelosia di Marco Antonio Sabellico, che ormai da tempo insegnava pubblicamente umanità, e prese a denigrarlo. La risposta del giovane non si fece attendere: nel 1502 fu data alle stampe una raccolta di interpretazioni di testi antichi di vari autori a cura di Giovanni Bembo; quelle del Sabellico furono corredate da delle note in calce, dette Raceniationes, contenenti una pungente analisi critica in cui metteva in luce gli errori del filologo vicovarese.
Nello stesso anno uscì una sua nuova edizione dei Facta et dicta di Valerio Massimo, in sostituzione delle precedenti su cui il Sabellico si era fondato per redigere le Enneades. Gli attriti fra i due si acuirono, ma nel 1506 il Sabellico, gravemente malato, chiamò al suo capezzale proprio il Cipelli, ritenendolo la persona più capace per correggere e pubblicare gli Exemplorum libri decem, lavoro cui aveva dedicato gli ultimi anni della sua vita. Il giovane accettò l'incarico; dopo aver recitato l'elogio funebre del nemico, si concentrò sull'opera e, alla fine, riuscì a mandarla alle stampe nel 1507.
Frattanto proseguiva la carriera ecclesiastica. Inizialmente fu alunno nella collegiata di Santa Marina, per poi diventare canonico di San Salvador; fu quindi procuratore del sinodo tenuto dal patriarca di Venezia Antonio Contarini nel 1514 e attorno al 1515 godette dei benefici delle parrocchie di Zelarino e Martellago, nei pressi di Mestre, dove soggiornò spesso per trascorrere periodi di vacanza. Nel 1508, in verità, aveva pensato di lasciare il clero secolare per entrare nel monastero di Camaldoli, ma il progetto naufragò in quanto pretendeva di poter fare l'eremita senza seguire alcuna regola monastica.
Sin dall'inizio del secolo le sue abilità oratorie furono note al governo della Repubblica che lo incaricò di recitare discorsi pubblici in più occasioni: nel 1501 pronunciò l'elogio funebre dell'ambasciatore spagnolo Lorenzo Suarez, l'anno dopo quello di Benedetto Brugnoli, nel 1506, come già detto, quello del Sabellico; nel 1510 tenne nella chiesa dei Santi Giovanni e Paolo, presenti il doge Leonardo Loredan e il Senato il discorso funebre per il celebre condottiero Niccolò Orsini; nel 1511 fece altrettanto per il cancelliere Luigi Dardano, nel 1514 per il nunzio pontificio Piero Dovizi di Bibbiena, nel 1525 commemorò il cardinale Marco Corner.
Questa crescente notorietà lo portò ad assumere alcune importanti cariche. Nel 1510 il doge Loredan lo nominò priore dello Spedale di San Marco. Nel 1515 il Senato lo mise al seguito dei quattro diplomatici che si recarono a Milano presso Francesco I di Francia che aveva appena sconfitto Massimiliano Sforza; il Cipelli elogiò il sovrano componendo un inno che celebrava la sua discesa in Italia e le vittorie sugli Svizzeri e ricevette in cambio un medaglione d'oro.
Nel 1520 morì Raffaele Regio, maestro di umanità presso la Scuola di San Marco per cancellieri. Come prassi fu indetto un concorso pubblico per designarne il successore, ma tutti i partecipanti vennero respinti perché la scelta cadesse sul Cipelli. Da questo momento il letterato poté godere di una notevole agiatezza, sia per le rendite assicurate dai benefici di Zelarino, Martellago e dello Spedale, sia per lo stipendio che gli fu assegnato, ammontante dapprima a cento, poi a centocinquanta e infine a duecento ducati.